# 亞歷山大帝 (電影)
《亞歷山大帝》（英語：Alexander）是一部於2004年上映的古裝傳記片，由奧利華·史東執導，科林·法雷尔、安吉丽娜·朱莉、方·基默及杰瑞德·莱托等主演。電影描述亞歷山大大帝傳奇的一生。

## 演員
| 演员                      | 角色                   |
| 科林·法雷尔               | 亞歷山大               |
| Jessie Kamm               | 幼年的亞歷山大         |
| 康勒·帕奧羅               | 少年的亞歷山大         |
| 安吉丽娜·朱莉             | 奧林匹亞絲             |
| 方·基默                   | 腓力二世               |
| 安東尼·霍普金斯           | 老年的托勒密           |
| 艾略特·科文               | 托勒密                 |
| Robert Earley             | 少年的托勒密           |
| 杰瑞德·莱托               | 赫费斯提翁             |
| Patrick Carroll           | 少年的赫费斯提翁       |
| 罗莎里奥·道森             | 罗克珊娜               |
| 克里斯托弗·普卢默         | 亚里士多德             |
| 大卫·贝德拉               | 抄寫員                 |
| 菲欧纳·欧尚内西           | 乳娘                   |
| 布萊恩·布雷斯德           | 摔跤教練               |
| 盖里·史崔奇               | 克雷托斯 (黑塔)        |
| 约翰·卡瓦纳               | 帕曼紐                 |
| 尼克·达宁                 | 阿塔罗斯               |
| 玛丽·梅耶                 | 欧律狄刻               |
| 米克·拉里                 | 馬販                   |
| 約瑟夫·摩根               | 菲羅塔斯               |
| 伊恩·贝提                 | 安提柯                 |
| 乔纳森·雷·麦耶斯          | 卡山德                 |
| Morgan Christopher Ferris | 少年的卡山德           |
| 丹尼斯·康威               | 尼阿卡斯               |
| Peter Williamson          | 少年的尼阿卡斯         |
| 尼爾·傑克遜               | 佩爾狄卡斯             |
| Aleczander Gordon         | 少年的佩爾狄卡斯       |
| Garrett Lombard           | 列昂納托斯             |
| 克里斯·阿伯丁             | 波利伯孔               |
| 羅伊·麥克凱恩             | 克拉特魯斯             |
| 提姆·皮格特-史密斯        | 占卜師                 |
| 拉兹·德根                 | 大流士                 |
| 艾罗尔·桑德               | 波斯王子               |
| Stéphane Ferrara          | 貝蘇斯，巴克特里亞總督 |
| 泰格·墨菲                 | 濒死的士兵             |
| 弗朗西斯科·波士           | 巴勾鄂斯               |
| 安妮里斯·艾玛             | 斯妲特拉               |
| 托比·凯贝尔               | 保萨尼亚斯             |
| 莱尔德·马辛托什           | 希臘軍官               |
| 费奥多·阿特金             | 羅克珊娜的父親         |
| 奔·邦拉离                 | 波羅斯                 |
| Jaran Ngramdee            | 印度王子               |
| Brian McGrath             | 醫生                   |
| 奧利華·史東（未掛名）     | 在宙斯石像的馬其頓士兵 |

## 外部連結
- 互联网电影数据库（IMDb）上《Alexander》的资料（英文）
- AllMovie上《Alexander》的资料（英文）
- Box Office Mojo上《Alexander》的資料（英文）
- 爛番茄上《Alexander》的資料（英文）
- Metacritic上《Alexander》的資料（英文）